# Семзё, Тибор
Тибор Семзё (венг. Szemző Tibor; род. 1955, Будапешт) — венгерский композитор, флейтист, кинорежиссёр.

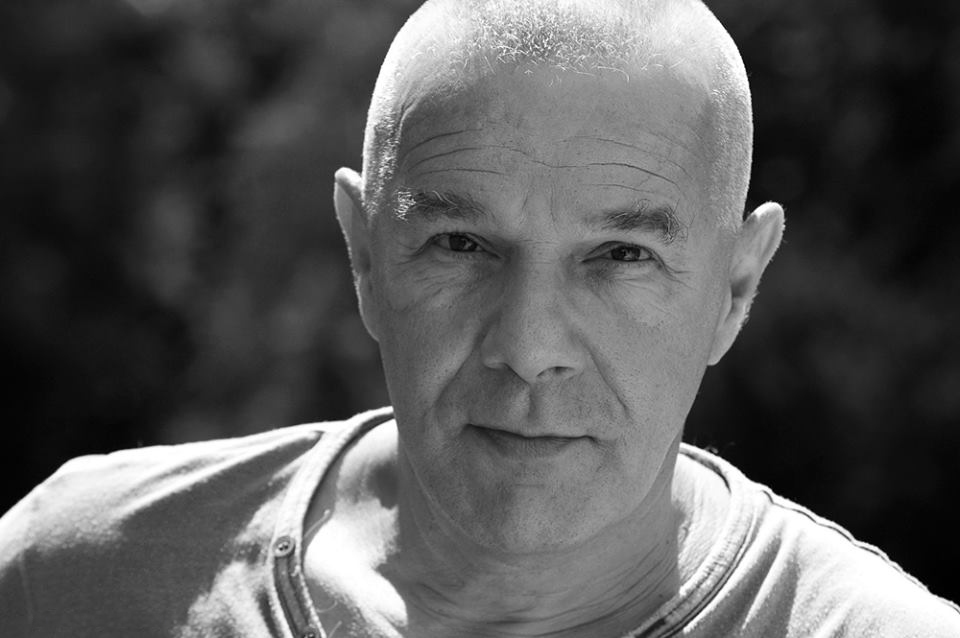

## Биография
Закончил Будапештскую музыкальную академию. В 1979 создал музыкальную Группу 180 (венг. 180-as Csoport), которой руководил и с которой играл до 1990; ансамбль исполнял произведения Стивена Райха, Филипа Гласса и др. В 1998 организовал ансамбль Гордиев узел (венг. Gordiusi Čomó).

## Творчество
С 1983 выступает с минималистскими музыкальными инсталляциями (мелодекламациями), соединяющими музыку, слово и изображение, использует для них тексты Витгенштейна, Кафки, Борхеса, Белы Хамваши и др. Не раз сотрудничал с Петером Форгачем и другими кинорежиссёрами. Музыка к фильму Форгача Трактат Витгенштейна (1992) стала основой самостоятельной четырехчасовой музыкальной композиции Трактат. Снял документальный фильм о венгерском путешественнике и языковеде Шандоре Кёрёши Чома «Гость жизни» (Az élet vendége: Csoma-legendárium) с участием Мари Тёрёчик и Сюзанны Йорк (2006, специальное упоминание жюри на кинофестивале в Локарно).